# Евстигнеев, Денис Евгеньевич
Дени́с Евге́ньевич Евстигне́ев (род. 29 ноября 1961, Москва) — советский и российский киноактёр, кинорежиссёр, кинопродюсер и кинооператор; лауреат Государственной премии СССР (1991). Дважды номинант на премию «Ника» за лучшую режиссуру (1995, 2002), лауреат за лучшую операторскую работу («Такси-блюз», 1990).

## Биография
Родился 29 ноября 1961 года в Москве. Происходит из известной театрально-кинематографической семьи.
В 1983 году окончил операторский факультет ВГИКа (мастерская В. Юсова и А. Темерина). Как оператор известен работой над фильмами «Осень, Чертаново…» (1988), «Слуга» (1988), «Такси-блюз» (1990), «Армавир» (1991), «Луна-парк» (1992).
В 1994 году дебютировал в качестве режиссёра, поставив фильм «Лимита», в котором создал групповой портрет своего поколения. 
В 1995 году работал в области социальной телерекламы (Русский проект).
В 1999 году поставил фильм «Мама».
Лауреат Государственной премии СССР (1991, за операторскую работу в фильме «Слуга»).
Его фильм «Займёмся любовью» номинирован в категории «Лучший фильм» и «Лучшая режиссёрская работа» на кинофестивале «Бригантина» в 2002 году.

## Семья
Отец — Евгений Александрович Евстигнеев (1926—1992), советский актёр, народный артист СССР (1983).
Мать — Галина Борисовна Волчек (1933—2019), советская и российская актриса и режиссёр, Герой Труда РФ (2017), народная артистка СССР (1989).
Первая жена — Татьяна Цыплакова, брак продлился около 7 лет. Впоследствии вторично вышла замуж, родила дочь Анастасию (умерла во младенчестве) и сына Тимофея, к которому Галина Волчек относилась как к внуку.
Вторая жена — Екатерина Правдина (Гердт, род. 1957), приёмная дочь Зиновия Ефимовича Гердта.
- Пасынок, сын жены и Валерия Фокина — Орест Фокин (род. 1978), окончил юридический факультет МГУ, работал в милиции, потом юристом в крупной компании[4].
  - Внучки жены: Татьяна (род. 2003), Мария (род. 2005)[4].

### Увлечения
Болеет за московский футбольный клуб «Спартак».

## Фильмография

### Актёрские работы
- 1974 — Домби и сын — Джонни / мистер Домби / мистер Каркер (вторая серия) / Эдит (третья серия)
- 2009 — Рокеры — эпизод
- 2011 — Краткий курс счастливой жизни (телесериал) — Денис, друг Александра (нет в титрах)

### Режиссёрские работы
- 1994 — Лимита
- 1999 — Мама
- 2001 — Займёмся любовью

### Продюсерские работы
- 1999 — Мама
- 2002 — Займёмся любовью
- 2004 — Карусель (телесериал)
- 2004 — Москва. Центральный округ 2 (телесериал)
- 2004 — Парни из стали (телесериал)
- 2004 — Место под солнцем (телесериал)
- 2005 — Вокальные параллели
- 2005 — Полный вперёд! (телесериал)
- 2005 — Только ты (телесериал)
- 2005 — Взять Тарантину (телесериал)
- 2010 — Гаражи (телесериал)
- 2010 — Голоса (телесериал)
- 2010 — Побег (телесериал)
- 2010 — Попытка Веры (телесериал)
- 2011 — Группа счастья (телесериал)
- 2011 — Краткий курс счастливой жизни (телесериал)
- 2012 — Мосгаз (телесериал)
- 2012 — Развод (телесериал)
- 2013 — Ясмин (телесериал)
- 2012 — 1001 (телесериал)
- 2014 — Куприн (телесериал)
- 2014 — Палач (телесериал)
- 2015 — Паук (телесериал)
- 2016 — Салам Масква (телесериал)
- 2016 — Шакал (телесериал)
- 2016 — Таинственная страсть (телесериал)
- 2016 — Выйти замуж за Пушкина (телесериал)
- 2018 — Операция «Сатана» (телесериал)
- 2019 — Дипломат (телесериал)
- 2019 — Формула мести (телесериал)
- 2020 — Угрюм-река (телесериал)
- 2020 — Катран (телесериал)
- 2021 — Мосгаз. Западня (телесериал)
- 2024 — Дипломат 2 (телесериал)
- 2024 — Я не могу без тебя (телесериал)
- 2026 — Хозяйка гостиницы (телесериал; не завершён)
- 2026 — Инкубатор (телесериал)
- 2026 — Наследники (телесериал)

### Операторские работы
- 1984 — Сказки старого волшебника
- 1986 — Попутчик
- 1988 — Слуга
- 1988 — Осень, Чертаново…
- 1990 — Такси-блюз
- 1990 — Бурса
- 1991 — Армавир
- 1991 — Путешествие товарища Сталина в Африку
- 1992 — Луна-парк